# Port lotniczy Nimba
Port lotniczy Nimba (ang. Nimba Airport, IATA: NIA, ICAO: GLNA) – piąty co do wielkości liberyjski port lotniczy położony w Nimbie.